# Edouard Verschaffelt
Pour les articles homonymes, voir Verschaffelt.
Édouard Verschaffelt est un peintre orientaliste belge né à Gand en 1874 et décédé en Algérie à Bou Saâda en 1955.

## Biographie
Édouard Verschaffelt fut un homme profondément attaché à l'Algérie. Il va produire une peinture de l'enracinement, de la passion et de l'approfondissement de cette réalité algérienne, si malmenée par l'exotisme orientaliste.
Édouard Verschaffelt a pris à contre-pied l'orientalisme académique, colonial.
Élève de l'École des Beaux-Arts d'Anvers, il porte en lui, dès le départ, les traces ineffaçables de la peinture flamande et l'attirance par l'impressionnisme. Arrivé en Algérie avec son épouse, il est porteur de ces deux héritages fabuleux. C'est pourquoi il ne tombera pas dans le piège de l'orientalisme béat devant tant de soleil, de splendeur et de misères de l'Algérie de l'époque. D'autant plus, qu'à la différence des autres orientalistes attirés par l'Afrique du Nord, de façon douteuse et confuse, Édouard Verschaffelt vient en Algérie en 1919 pour fuir l'occupation allemande de la Belgique durant la Première Guerre mondiale. Il s'installe dans le pays et éprouve tout de suite une fascination pour Bou Saâda qu'il adopte d'emblée. Bou Saâda était, à l'époque, le « fief » de Dinet, qui est un notable de la ville d'autant plus qu'il s'est converti à l'Islam ; ce qui lui donne une aura extraordinaire auprès de la population autochtone. Édouard Verschaffelt rencontre tout de suite Étienne Dinet.
Après la mort de son épouse, Verschaffelt se marie avec une Algérienne de la tribu des Ouled Sidi Brahim, qui apparaît dans les multiples tableaux qu'il lui consacre sa vie durant. Verschaffelt va avoir, ainsi, des liens de sang avec cette Algérie qu'il va peindre de l'intérieur jusqu'à sa mort.

## Dans les collections publiques
- Le Roulage du grain, Musée d'art et d'histoire de Narbonne[1]
- Jeune fille au foulard rouge, Musée d'art et d'histoire de Narbonne[2]